# 仙台機場站
仙台機場站（日语：／ Sendai-kūkō eki */?）是一個位於宮城縣名取市下增田之鐵路車站。由仙台機場鐵道經營，停站路線只有仙台機場線（仙台機場Access線）。

## 車站構造
車站月台是為1面2線的港灣式月台。車站的北面為仙台機場，車站設有自動補票機、驗票閘門及自動售票機（可使用Suica）。車站之出發廣播設有日語、英語、普通話及韓語。車站與仙台機場之間有無障礙設施。

### 月台配置
| 月台 | 路線             | 目的地         |
| ---- | ---------------- | -------------- |
| 1、2 | 仙台機場Access線 | 名取、仙台方向 |

## 車站周邊

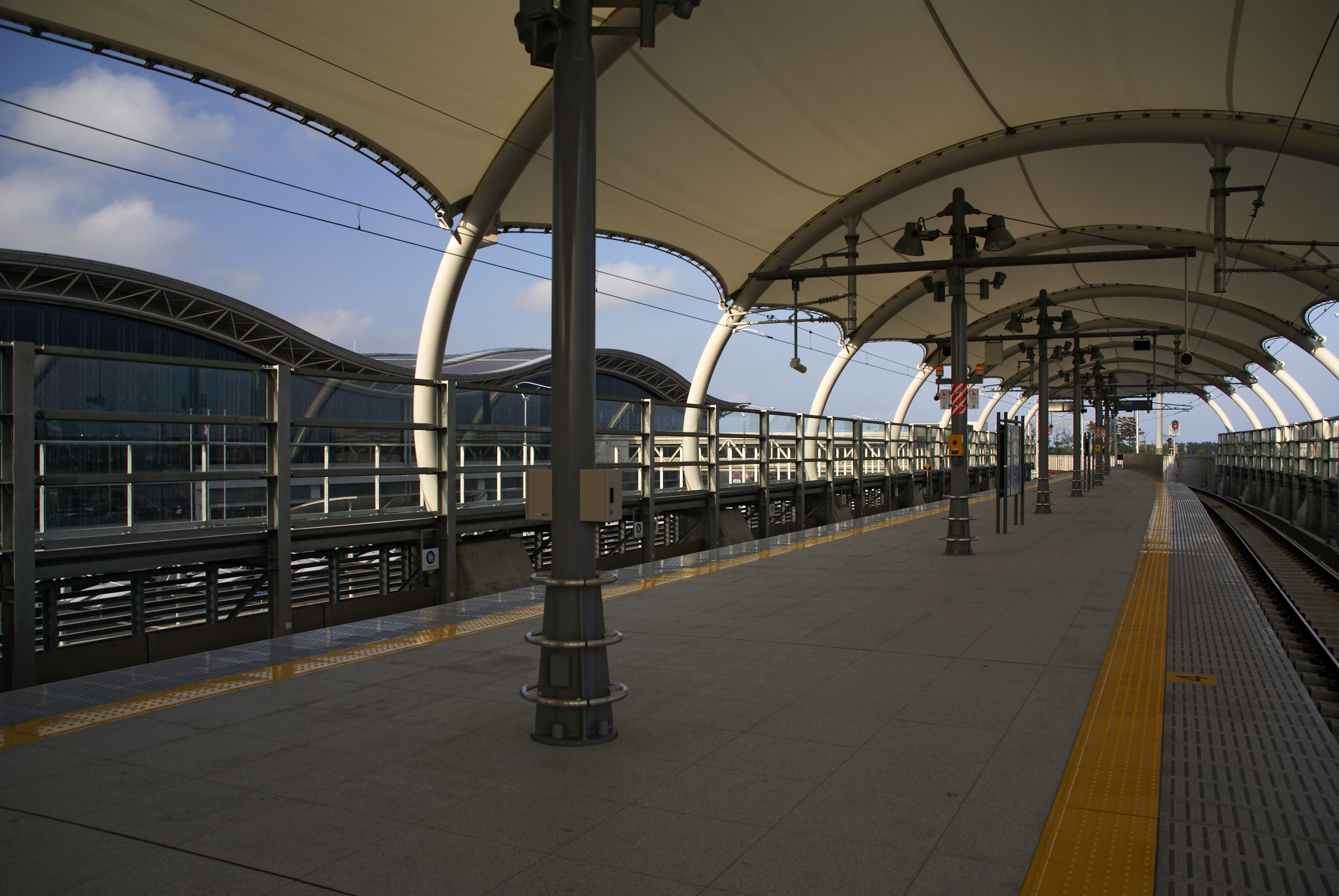
車站月台

- 仙台機場
- 岩沼市民巴士機場線仙台機場巴士站

## 历史
- 2007年（平成19年）3月18日 - 車站開始營業。
- 2011年3月11日，東日本大地震的地震與海嘯造成仙台機場週邊受損而停擺，車站直至同年10月才重新開放。

## 其他
- 2007年12月5日，仙台機場站利用人數突破100萬人。
- 1、2號月台之發車音樂為《Twilight》。
- 本站之自動售票機可購買仙台全通卡。

## 相鄰車站
仙台機場鐵道
仙台機場線
快速
名取－仙台機場
普通
美田園－仙台機場

## 外部連結
- 仙台機場鐵道有限公司之官方網站（页面存档备份，存于）